# قلعه گوری رکن‌آباد
قلعه گوری رکن آباد (قلعه گبری) در شهرستان لامرد، بخش اشکنان، روستای رکن آباد واقع شده و این اثر در تاریخ ۲۴ تیر ۱۳۸۲ با شمارهٔ ثبت ۹۲۱۶ به‌عنوان یکی از آثار ملی ایران به ثبت رسیده است.